# Jordanoleiopus ivorensis
Jordanoleiopus ivorensis är en skalbaggsart som beskrevs av Stefan von Breuning 1968. Jordanoleiopus ivorensis ingår i släktet Jordanoleiopus och familjen långhorningar. Inga underarter finns listade i Catalogue of Life.